# Rhyacia punctinotata
Rhyacia punctinotata är en fjärilsart som beskrevs av W. Warren 1914. Rhyacia punctinotata ingår i släktet Rhyacia och familjen nattflyn. Inga underarter finns listade.